# Mesochorus ferrugineus
Mesochorus ferrugineus là một loài tò vò trong họ Ichneumonidae.